# Whitesmiths
Whitesmiths Ltda. foi uma empresa de Software situada em Westford, Massachusetts. Ela vendia um sistema operacional similar ao Unix chamado Idris, assim como o primeiro compilador comercial para o C. O compilador Whitesmiths, escrito para o PDP - 11, foi lançado em 1977 ou 1978 e compilou uma versão de C semelhante à que foi feita para a versão 6 Unix por ( Dennis Ritchie, o compilador C original). 
Em 1983 Whitesmiths formou uma aliança tecnológica e de negócios com a francesa COSMIC Software. Nessa altura, Whitesmiths editava compiladores para máquinas de 16 bits como PDP - 11, enquanto COSMIC editava compiladores para CPUs de 8 bits da Intel e Motorola. Esta aliança tecnológica melhorou compiladores para ambos os mercados. 
O presidente da empresa de 1978 a 1988 foi P. J. Plauger. Whitesmiths fez uma fusão com a Intermetrics em Dezembro de 1988, resultado de uma estratégia corporativa. 